# Elbit Hermes 900
Die Elbit Hermes 900 ist eine Aufklärungs- und Angriffsdrohne des israelischen Herstellers Elbit. Die Hermes 900 ist eine Weiterentwicklung der kleineren Hermes 450 und wird seit 2012 verkauft.
| Kenngröße           | Daten der Elbit Hermes 900                                          |
| ------------------- | ------------------------------------------------------------------- |
| Länge               | 8,30 m                                                              |
| Spannweite          | 15,00 m                                                             |
| Massen              | - Leermasse: 830 kg - maxi. Startmasse: 1180 kg - Nutzlast: 350 kg  |
| Fluggeschwindigkeit | - Höchstgeschwindigkeit: 220 km/h - Marschgeschwindigkeit: 112 km/h |
| Dienstgipfelhöhe    | 9144 m                                                              |
| Reichweite          | 2000 km                                                             |
| Operationsradius    | >350 km                                                             |
| Flugdauer           | 30–36 h                                                             |
| Triebwerke          | ein Rotax 912                                                       |

## Betreiber
- Aserbaidschan[3]
- Brasilien[3]
- Chile[3]
- Kolumbien[4]
- Indien Drishti 10 werden in Indien in Lizenz hergestellt.[5]
- Island[3]
- Israel
- Mexiko[3]
- Philippinen[3]
- Schweiz: Die 14 Ende 2019 außer Dienst gestellten RUAG Ranger wurden mit dem Rüstungsprogramm 2015 durch sechs Elbit Hermes 900 ersetzt.[6] Die den Schweizer Anforderungen angepassten Hermes tragen in der Schweizer Luftwaffe die Bezeichnung ADS 15, international wird diese Ausführung Hermes 900 StarLiner bezeichnet, des Weiteren Hermes 900 HFE (Heavy Fuel Engine).[7] Die Luftwaffe betreibt die Drohne mit Dieselkraftstoff, was einen doppelt so schweren Motor und Verstärkungen der Zelle zur Folge hatte.[8][9] Dies erlaubt längere Flugzeiten und vor allem Flüge über die Alpen.[9] Weiter sind die Schweizer Hermes mit einem System zur Flugzeugenteisung, einem Notfallschirm sowie einem Sense and Avoid-System (SAA) ausgerüstet, das den Betrieb der Drohne auch im zivilen Luftraum ermöglicht.[9][10] Wegen eines Absturzes bei einem Testflug in Israel wurden die ersten zwei der bestellten Drohnen erst im April 2022 ausgeliefert.[11] Das Programm wurde nach der Lieferung der dritten Einheit sowie dem Beginn des Krieges in Israel nochmals um zwei Jahre verlängert und sollte Ende 2026 abgeschlossen werden.[12] Bis 2025 wurden erst vier der sechs Drohnen ausgeliefert. Aufgrund weiterer Probleme, unter anderem bzgl. der autonomen Einsatzmöglichkeit der Drohnen, sollen die Drohnen erst 2029 einsatzfähig sein.[13] Nach der Übernahme des Militärdepartement lies Bundesrat Martin Pfister unter anderem auch das Projekt ADS 15 überprüfen. Von einem zuerst erwogenen kompletten Projektabbruch wurde zwar abgesehen, jedoch soll das SAA-System vorerst nicht realisiert werden, so dass die ADS 15 wie schon die ADS 95 tagsüber von einem Helikopter begleitet werden muss.[14]
- Singapur[15]
- Vereinte Nationen[3]

## Zwischenfälle
- Am 5. August 2020 stürzte eine für die Schweiz produzierte ADS 15 ab. Aufgrund von starken Schwingungen löste sich das V-Leitwerk der ADS 15 vom Rumpf. Die Ursache der Schwingungen konnte Elbit ohne Designänderungen korrigieren.[16]
- Am 13. Januar 2025 stürzte eine Drishti 10 vor der Küste von Porbandar ab. Die abgestürzte Drishti 10 absolvierte Abnahmeflüge, bevor sie der Indischen Marine übergeben worden wäre. Der Absturz hatte in der Schweiz ein Grounding der schweizerischen Testflüge bis August 2025 zur Folge.[14][5][17]